# Клеменс Гольцмайстер
Клеменс Гольцмайстер ‎ (нім. Clemens Holzmeister Clemens Holzmeister; 27 березня 1886, Фульпмес, Інсбрук-Ланд, Тіроль, Австрія — 12 червня 1983, Галлайн, Зальцбург, Австрія) — австрійський архітектор, працював в Австрії, Німеччині, Туреччині та Бразилії.

## Біографія
Народився 27 березня 1886 року у комуні Фульпмес в багатодітній родині.
Навчався в реальному училищі в Інсбруку та у католицькій середній школі «Кімбрія». Потім продовжив навчання у Віденському технологічному університеті, в якому в 1919 році отримав докторський ступінь по архітектурі.
Після цього був призначений викладачем в Державній торговельній школі в Інсбруку. У 1924 році став керівником (професором) архітектурного відділу Австрійської академії образотворчих мистецтв. У 1926 році займався реконструкцією Фестивального театру в Зальцбурзі, потім проживав кілька років, зводячи урядові будівлі в Анкарі. З 1928 по 1933 рік він також був директором майстерні у Дюссельдорфській художній академії.
У 1931 році Гольцмайстер став директором Австрійської академії мистецтв, залишаючись на цій посаді до аншлюсу у 1938 році. Проживаючи у Туреччині, спроєктував та збудував там багато будівель. У 1939 році він провів півроку у Бразилії, де його батько Йоганн Гольцмайстер мешкав майже 30 років як емігрант. З 1940 по 1949 рік він викладав у Стамбульському технічному університеті. Часто відвідував Австрію, поки остаточно не повернувся до Відня у 1954 році. У цей період в Австрії він створив велику кількість громадських будівель та церков, спорудив багато пам'ятників.
Цікаво, що Гольцмайстер неодноразово, починаючи з 1930-х років, працював сценографом у співпраці з Максом Рейнхардтом на Зальцбурзькому фестивалі. Через два десятиліття, в 1950-х роках, він повернувся до сценічного дизайну і знову працював на Зальцбурзькому фестивалі, а також у Віденській державній опері і Бурґтеатрі.

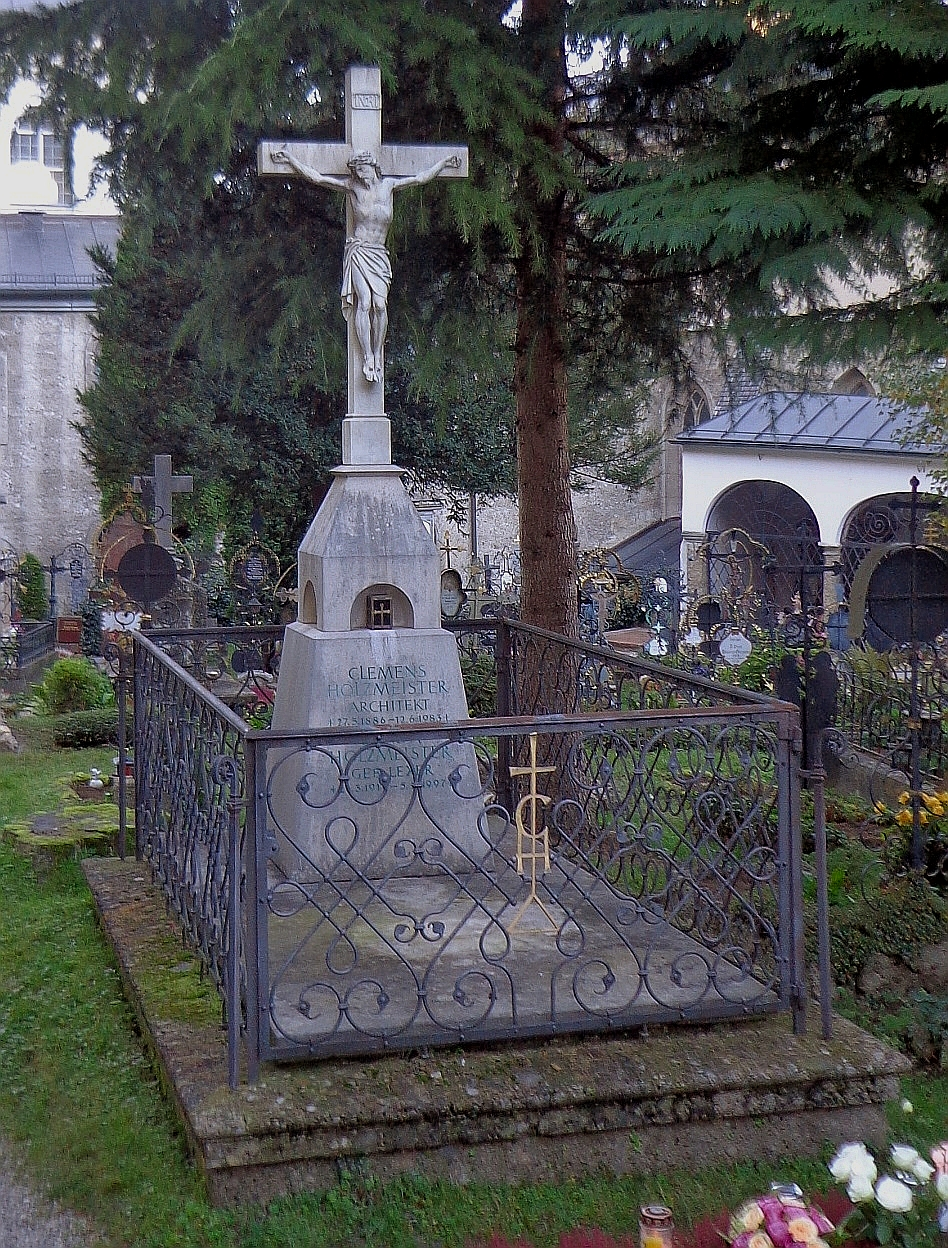
Могила в Зальцбурзі

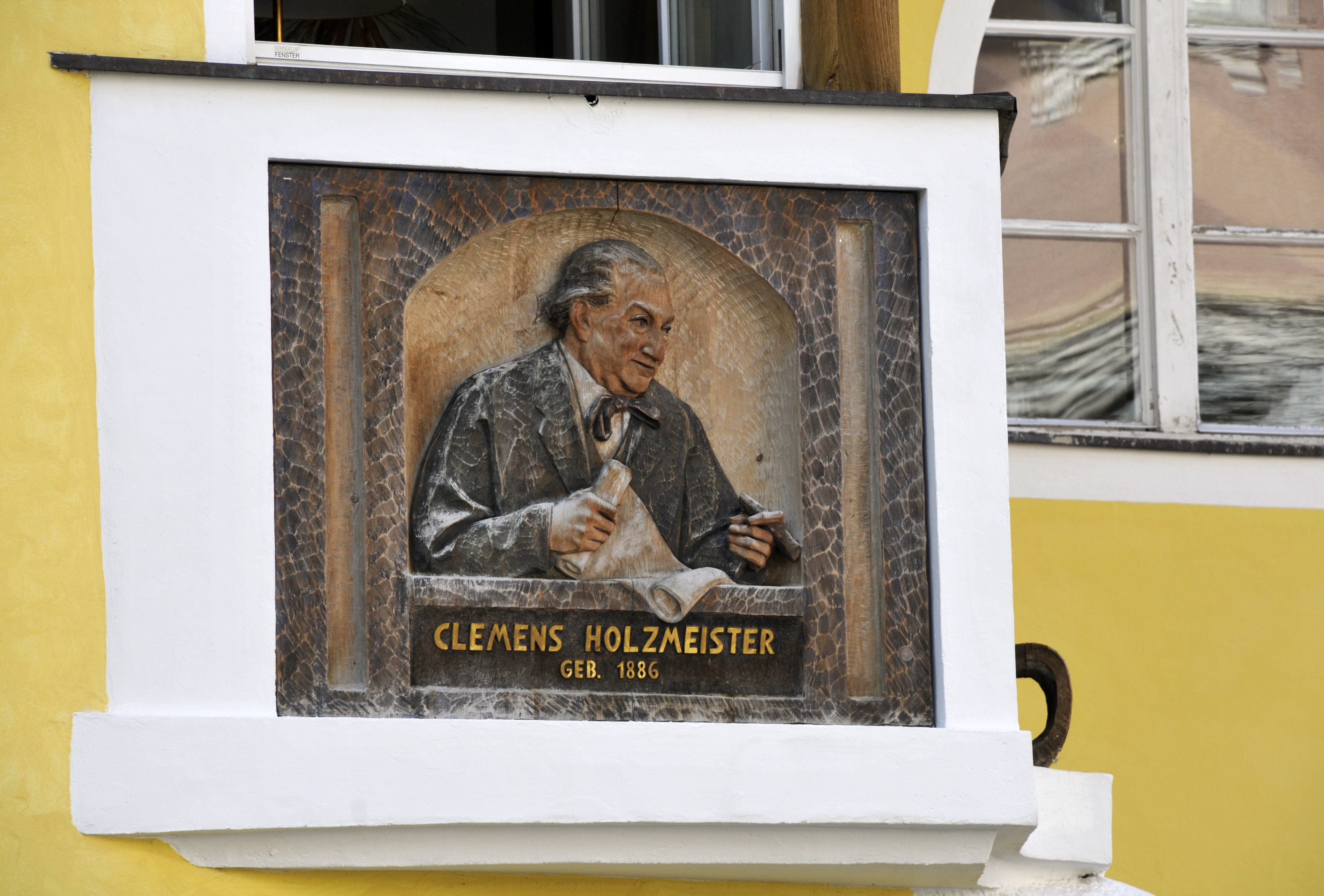
Барельєф в Ортізеї, Італія

З 1955 по 1957 рік Клеменс Гольцмайстер працював на посаді ректора в Академії мистецтв у Відні. У 1952 році став почесним доктором наук в Технічному університеті Граца, у 1963 році — почесним доктором Стамбульського технічного університету, у 1965 році — почесним доктором Віденського технічного університету. Був членом братств K. Ö. St. V. Cimbria в Інсбруку, K. ö. St. V. Almgau в Зальцбурзі і Ka V. Norica у Відні.
Помер 12 червня 1983 року у місті Галлайн. Був похований в Зальцбурзі на кладовищі абатства Святого Петра або ж Петерсфрідгоф (нім. Petersfriedhof).
Був відзначений багатьма нагородами, серед яких:
- Великий хрест ордена «За заслуги перед Федеративною Республікою Німеччина»;
- Почесний знак «За заслуги перед Австрійською Республікою»;
- Орден Турецької Республіки;
- Почесний громадянин Відня (1971) та Зальцбурга (1976).

### Сім'я
У 1913 році одружився з Юдіт Брідароллі (нім. Judith Bridarolli) в Інсбруку. У 1914 році у Відні у них народився син Гвідо. У 1920 році в Інсбруку народилася дочка Юдіт, що стала актрисою.
Після розлучення у 1939 році вдруге одружився з Гундою Лєксєр (нім. Gunda Lexer), перебуваючи в Туреччині. В Афінах вона народила дочку Барбару.